# Nadumce
Nadumce (Servisch cyrillisch Надумце) is een plaats in de Servische gemeente Tutin. De plaats telt 161 inwoners (2002).